# Euryglossa ephippiata
Euryglossa ephippiata är en biart som beskrevs av Smith 1862. Euryglossa ephippiata ingår i släktet Euryglossa och familjen korttungebin. Inga underarter finns listade i Catalogue of Life.

## Bildgalleri

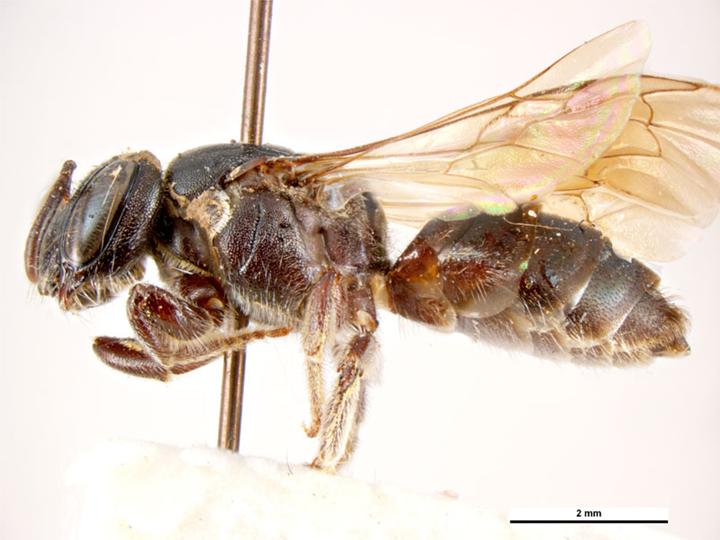
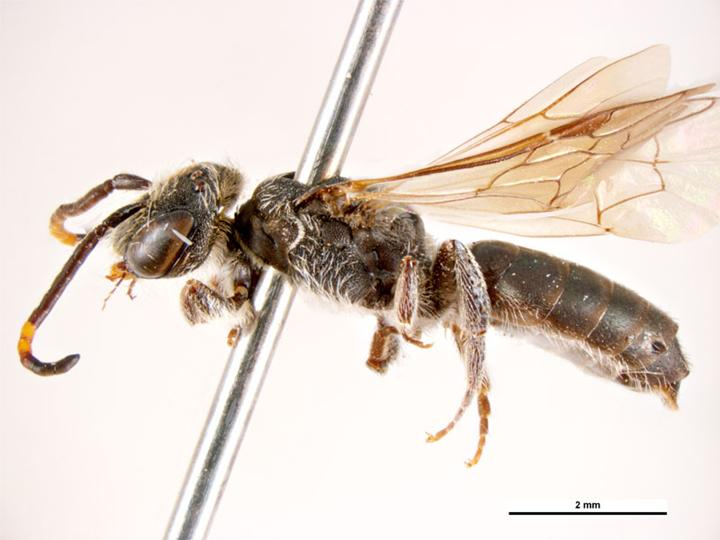